# Fusa Tatsumi
Fusa Tatsumi (ur. 25 kwietnia 1907 w Osace, zm. 12 grudnia 2023) – japońska superstulatka. 19 kwietnia 2022, po śmierci Kane Tanaki stała się najstarszą żyjącą osobą w Japonii. Wiek Fusy Tatsumi został zweryfikowany przez Gerontology Research Group. Fusa Tatsumi jest również drugą najstarszą osobą w historii z prefektury Osaka tuż za Misao Ōkawą.